# Vincenzo Gemito
Vincenzo Gemito (Napoli, 16 luglio 1852 – Napoli, 1º marzo 1929) è stato uno scultore, disegnatore e orafo italiano.
Autodidatta, in gran parte, e insofferente ai canoni accademici, Gemito si formò attingendo dai vicoli del centro storico di Napoli e dalle sculture del museo archeologico. La sua prolifica attività artistica, che lo portò all'apice del successo ai Salons di Parigi nel 1876-77, fu interrotta a causa di un'intima crisi intellettuale, per via della quale si segregò dal mondo per diciotto anni; riprese la vita pubblica solo nel 1909, per poi spegnersi venti anni dopo.
La produzione gemitiana comprende vigorosi disegni, figure in terracotta e un gran numero di sculture, tutte ritraenti con un'elevata intensità pittorica scene popolaresche napoletane; tra le sue opere principali si possono ricordare il Pescatorello, l'Acquaiolo (l'originale fuso in argento si trova presso il museo del Cenedese di Vittorio Veneto), la statua di Carlo V sulla facciata del Palazzo Reale di Napoli, la Zingara e gli autoritratti.

## Biografia

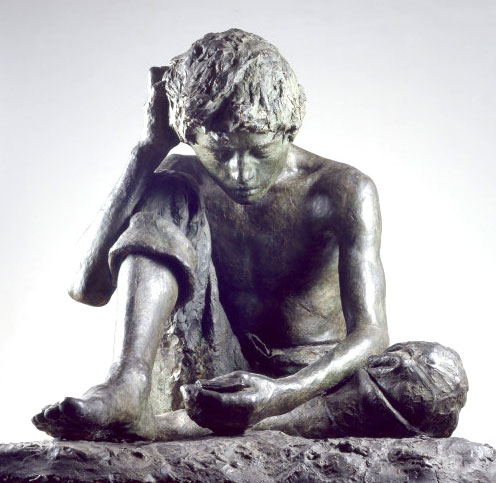
Giocatore di carte

### Giovinezza
Vincenzo Gemito nacque a Napoli il 16 luglio 1852. Della sua famiglia originaria non ci sono pervenute notizie, se non a proposito delle pressanti ristrettezze economiche che spinsero i genitori ad affidarlo, quando aveva appena un giorno, nella ruota degli esposti dello Stabilimento dell'Annunziata, dove venivano collocati i bambini abbandonati. Il 30 luglio dello stesso anno venne affidato alle cure di una certa Giuseppina Baratta e del suo consorte Giuseppe Bes. Alla morte di quest'ultimo, la Baratta sposò in seconde nozze un povero muratore, Francesco Jadiciccio, quel «mastro Ciccio» raffigurato in vari disegni giovanili del Gemito.
Di indole assai turbolenta e riottosa, il giovane Gemito ebbe un'adolescenza assai irrequieta, allietata solo dall'amicizia che lo legò ad un suo coetaneo, Antonio Mancini (detto «Totonno»), con il quale iniziò ad assaporare anche i confini di pittura e scultura. L'iniziale formazione artistica del Gemito avvenne nell'ambito della bottega di Emanuele Caggiano, scultore di gusto accademico, che conobbe a nove anni mentre faceva da fattorino a un sarto; ma poco dopo, nel 1862, il giovane Vincenzo passò sotto la guida di Stanislao Lista, che gli trasmise i rudimenti dello studio del vero nella scultura.
Il 23 aprile 1864 venne pure ammesso al Regio Istituto di belle arti, ma ben presto lasciò le chiuse aule dell'Accademia, preferendo prendere ispirazione dall'atmosfera vibrante dei vicoli del centro storico di Napoli. In questi anni si pone pure l'esordio artistico del Gemito, che nel 1868 espose alla Società promotrice di belle arti di Napoli il Giocatore di carte, scultura che attinge il suo spunto narrativo proprio dall'ambiente popolare napoletano, cristallizzata nella figura dello scugnizzo che gioca a carte. Questa novità viene ribadita dallo scultore con l'esecuzione nel 1869 del Ritratto del pittore Petrocelli, dove confermò la propria ribellione nei confronti dell'arte scultorea ufficiale, in bilico tra gli ultimi esiti delle correnti canoviane e le incertezze del Romanticismo.

### I primi successi

#### Formazione artistica

Diomede Marvasi, Ritratto di Gemito con la figlia

Vincenzo Gemito realizzò un busto di terracotta in onore di Vincenzo Petrocelli, nel 1869.
Frattanto, Gemito riunì attorno a sé un folto gruppo di artisti insofferenti alla codificazione accademica dell'arte scultorea, che contava - oltre all'inseparabile "Totonno" - anche Giovanni Battista Amendola, Achille D'Orsi, Ettore Ximenes, Vincenzo Buonocore e Luigi Fabron; insieme a quest'ultimi si rifugiò nei sotterranei del complesso di Sant'Andrea delle Dame, dove stabilì il proprio atelier. Fu in quest'ambito che Gemito - tra il 1870 e il 1872 - eseguì la pregevolissima serie di testine di terracotta, «mirabili per vivacità di sguardi e naturalezza di atteggiamenti»; di questi anni sono Moretto, Scugnizzo e Fiociniere. Ad esser ritratti erano trovatelli come lui, presi per le strade del centro antico e allettati per pochi soldi. Salvatore Di Giacomo ci restituisce un'immagine molto vivida dello studio di Gemito:
Nel 1871 vinse il primo premio del concorso indetto dall'Istituto delle Belle Arti di Napoli, che garantiva ai vincitori una borsa di studio per un Pensionato artistico a Roma. Le opere che portò come prova del concorso furono l'altorilievo Giuseppe venduto dai fratelli (che gli valse le simpatie del professore di pittura Domenico Morelli) e la scultura del Bruto che - raffigurando il patrizio romano avvolto in un sovrabbondante panneggio - rappresenta la prima immagine esplicitamente desunta dal mondo classico romano, che Gemito proprio in quegli anni stava studiando al museo archeologico nazionale.
Nel 1873 conobbe Matilde Duffaud, fanciulla dal carattere docile e sottomesso che divenne sua compagna e modella nel suo nuovo atelier sulla collina del Mojarello, a Capodimonte. Allo stesso anno risalgono i busti in terracotta raffiguranti Francesco Paolo Michetti e Totonno l'amico mio, e quelli bronzei raffiguranti Domenico Morelli e Giuseppe Verdi. Dell'anno successivo è invece il Ritratto di Guido Marvasi, figlio di quel prefetto Diomede che sarà uno dei primi mecenati dell'artista.

#### L'astro delPescatorelloe dell'Acquaiolo
Nel 1876 Gemito trasferì il proprio studio presso il museo archeologico di Napoli, onde esercitarsi nel rilievo delle famose statue di Ercolano e Pompei che vi erano raccolte. L'anno successivo il giovane artista partenopeo partecipò all'Esposizione nazionale di belle arti di Napoli e al Salon parigino dove, presente per intercessione di Alphonse Goupil (figura assai influente nel panorama artistico della Parigi di quegli anni), ottenne uno sfolgorante successo con il Gran pescatore o Pescatorello, che nell'opera appare in equilibrio precario su uno scoglio, nell'atto di trattenere al petto dei pesciolini guizzanti.

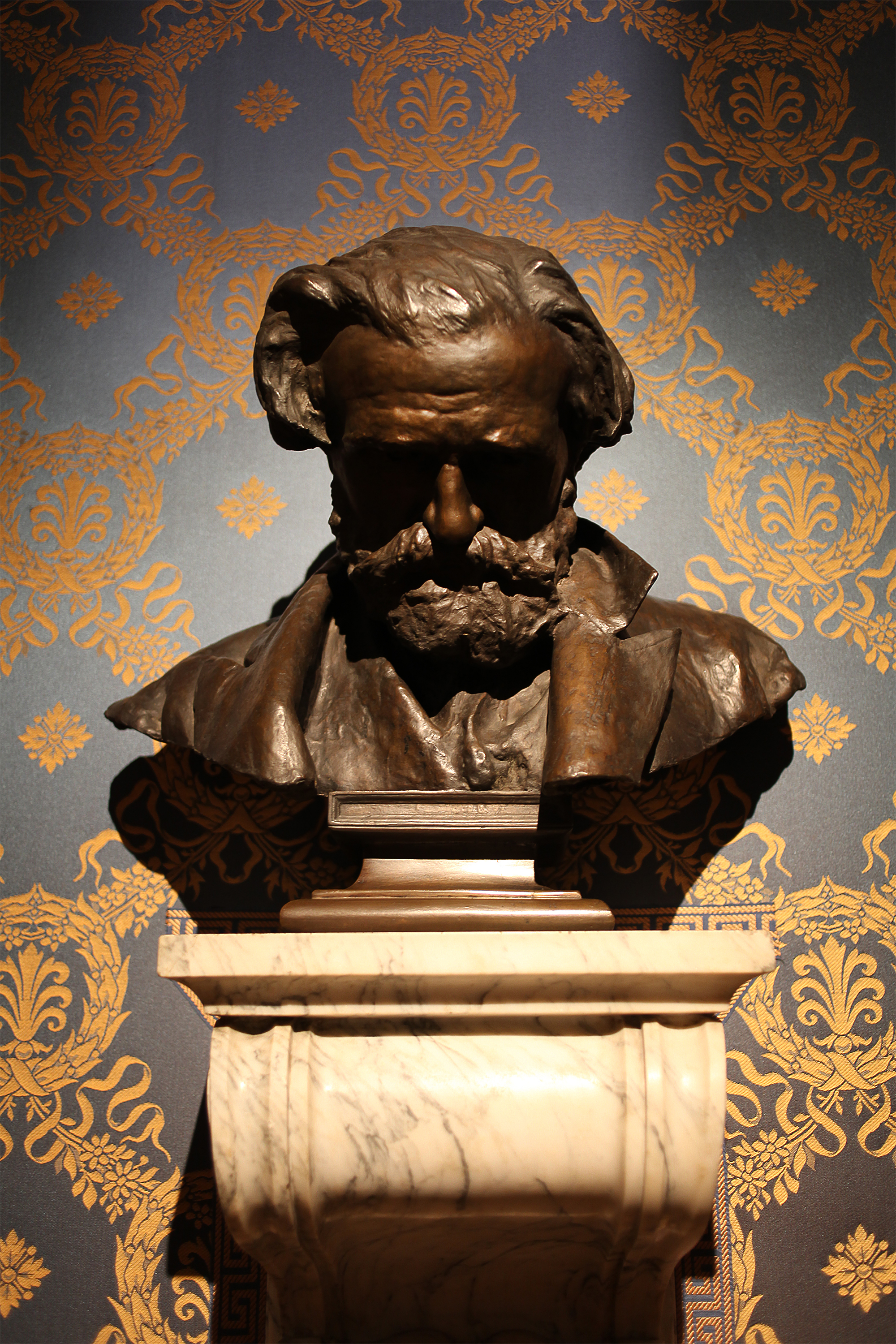
Busto di Giuseppe Verdi (1874), Museo della Scala

Abbagliato dalla notorietà acquistata nel paese d'Oltralpe, nel 1877 Gemito si trasferì nella villa a Poissy di Ernest Meissonier, dove venne raggiunto dall'amico Mancini e dalla Duffaud; in Francia fu segnato dal successo e dal prestigio professionale ma non dal benessere economico, a causa di una cattiva amministrazione dei beni. Nel frattempo, fu espositore al Salon del 1878, dove furono notati il ritratto d'argento di Giovanni Boldini (residente in quel periodo a Parigi) e quello di Jean-Baptiste Faure, celebre baritono e collezionista d'arte. Al Salon successivo presentò il Ritratto del dottor Landolt  e quello di Federico de Madrazo, vincendo per i meriti artistici la medaglia di terza classe; a quello del 1880, dove ottenne la medaglia di seconda classe, per la statuetta bronzea a figura intera ritraente Meissonier.

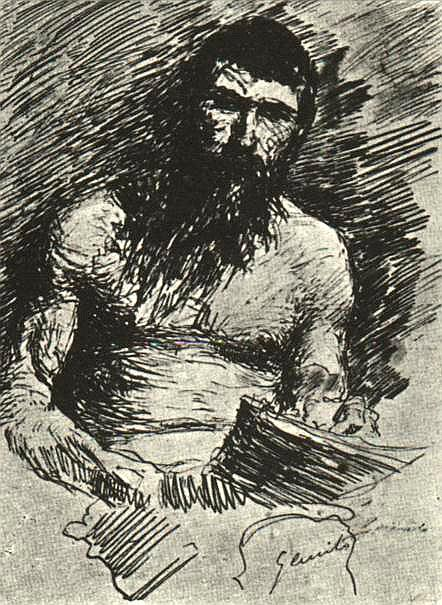
Autoritratto del 1887

Tornato a Napoli, all'inizio del 1880, Gemito lavorò alacremente per più di un anno sull'Acquaiolo, raffigurante un giovane venditore di acqua fresca, dalla postura oscillante; la statua, chiaramente ispirata al Satiro danzante, rinvenuto nella pompeiana casa del Fauno, venne destinata a Francesco II delle Due Sicilie, ex re di Napoli, in esilio nella capitale francese.
In seguito alla precoce morte dell'amata Matilde per tisi, avvenuta nell'aprile del 1881, Gemito sopraffatto dal dolore si ritirò a Capri, cercando nella quiete idilliaca e agreste di quelle terre un ristoro e un oblio; sull'isola - dove rimase per alcuni mesi - eseguì numerosi disegni, principalmente ritratti. L'anno successivo s'invaghì della modella di Domenico Morelli, a tal punto da farla sua sposa: era costei Anna Cutolo, detta Nannina, e da quest'unione - che si rivelerà ispiratrice di molte opere del Gemito - nacque nel 1885 la figlia Giuseppina. Il successivo periodo, che vide l'esecuzione de Il filosofo, un presunto ritratto di mastro Ciccio (l'amato patrigno), culminò nel 1883, quando avviò una fonderia privata a Mergellina, grazie ad un finanziamento particolarmente generoso del barone belga Oscar de Mesnil.

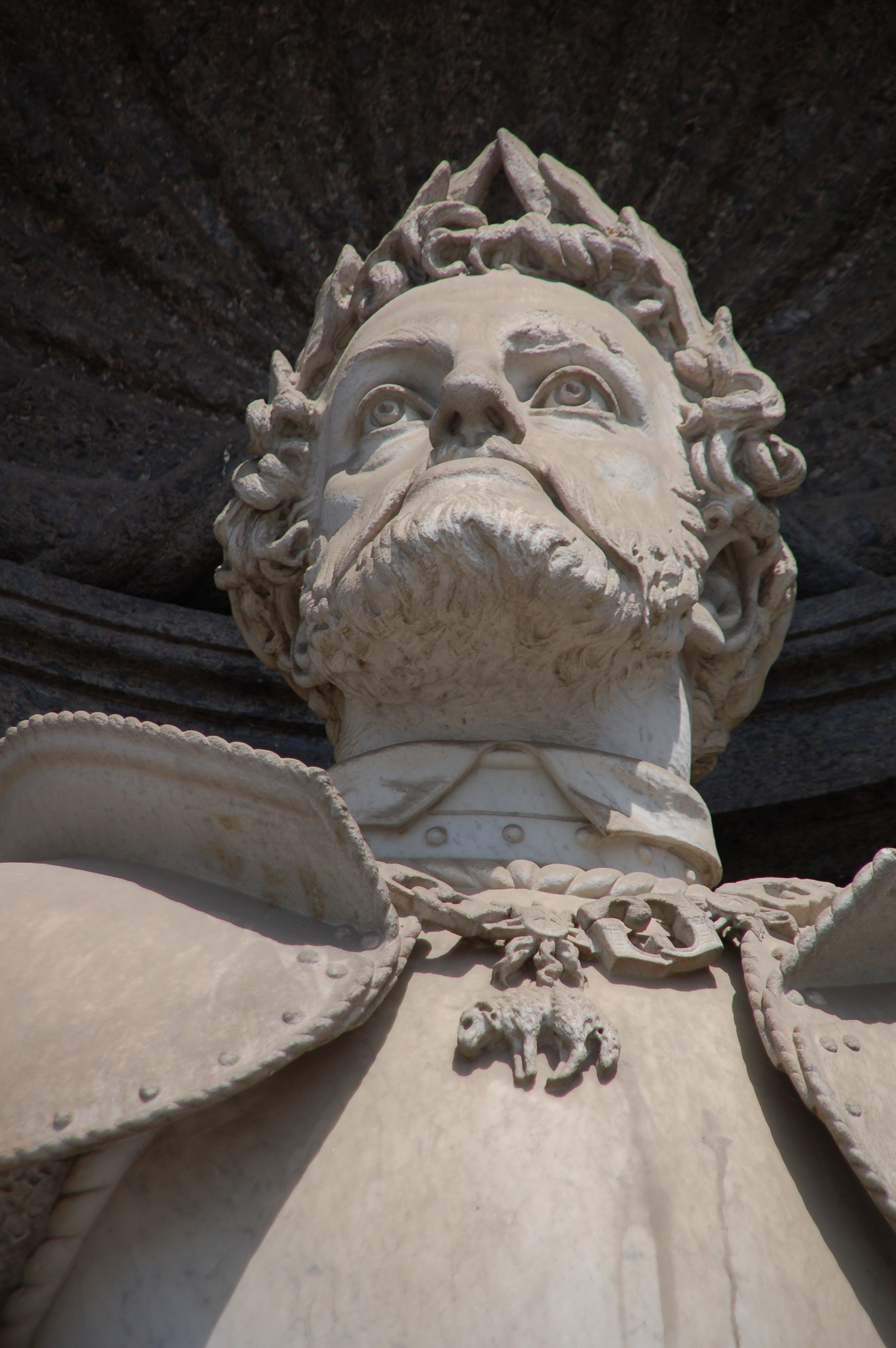
La statua sulla facciata del palazzo Reale di Napoli ritraente Carlo V

### La crisi intellettuale
L'eco della fama del Gemito raggiunse anche la Corona sabauda, tanto che Umberto I subito gli offrì un incarico assai onorevole. Sul prospetto principale del palazzo Reale di Napoli, infatti, erano state ricavate otto nicchie, dove il monarca volle collocare altrettante statue raffiguranti i più illustri sovrani delle varie dinastie ascese al trono partenopeo: all'artista venne affidata pertanto l'esecuzione di una statua effigiante Carlo V d'Asburgo. Disorientato dall'insolita tematica storica (per la quale nel 1885 ripartì per Parigi, dove si consultò con Meissonier), l'artista poté realizzare solo il modello in gesso e il bozzetto bronzeo del Carlo V, non riuscendo a tradurla in marmo: la travagliata realizzazione dell'opera, che era concepita accademicamente all'antica ed era totalmente avulsa dalla sua poetica, concorse nel provocare un grave esaurimento nervoso che lo portò al ricovero nella casa di cura Fleuret.
Gemito fuggì dal nosocomio nel 1887, per chiudersi in isolamento volontario nella sua dimora a via Tasso, dove in seguito trascorse - in condizioni quasi ascetiche, tra deliri e digiuni - ben diciotto anni, vigilato dalla moglie, dalla figliuola e dal patrigno. In questo periodo Gemito si diede prevalentemente alla grafica, alternando momenti di diligente lavoro a fasi di ira e follia.
Nel periodo di segregazione, al di fuori delle mura dell'abitazione al Vomero, Gemito nel frattempo raccolse un vivo successo personale, confermato dai numerosissimi riconoscimenti ufficiali: a Buenos Aires, nel 1886, vinse la medaglia d'argento di prima classe; a Parigi, nel 1889 e nel 1890, il grand prix per la scultura; ad Anversa, nel 1892, il diploma d'onore; a Parigi, di nuovo il grand prix nel 1900. Intanto Gabriele D'Annunzio ne cantava la potente vitalità, degna d'un semidio ellenico:

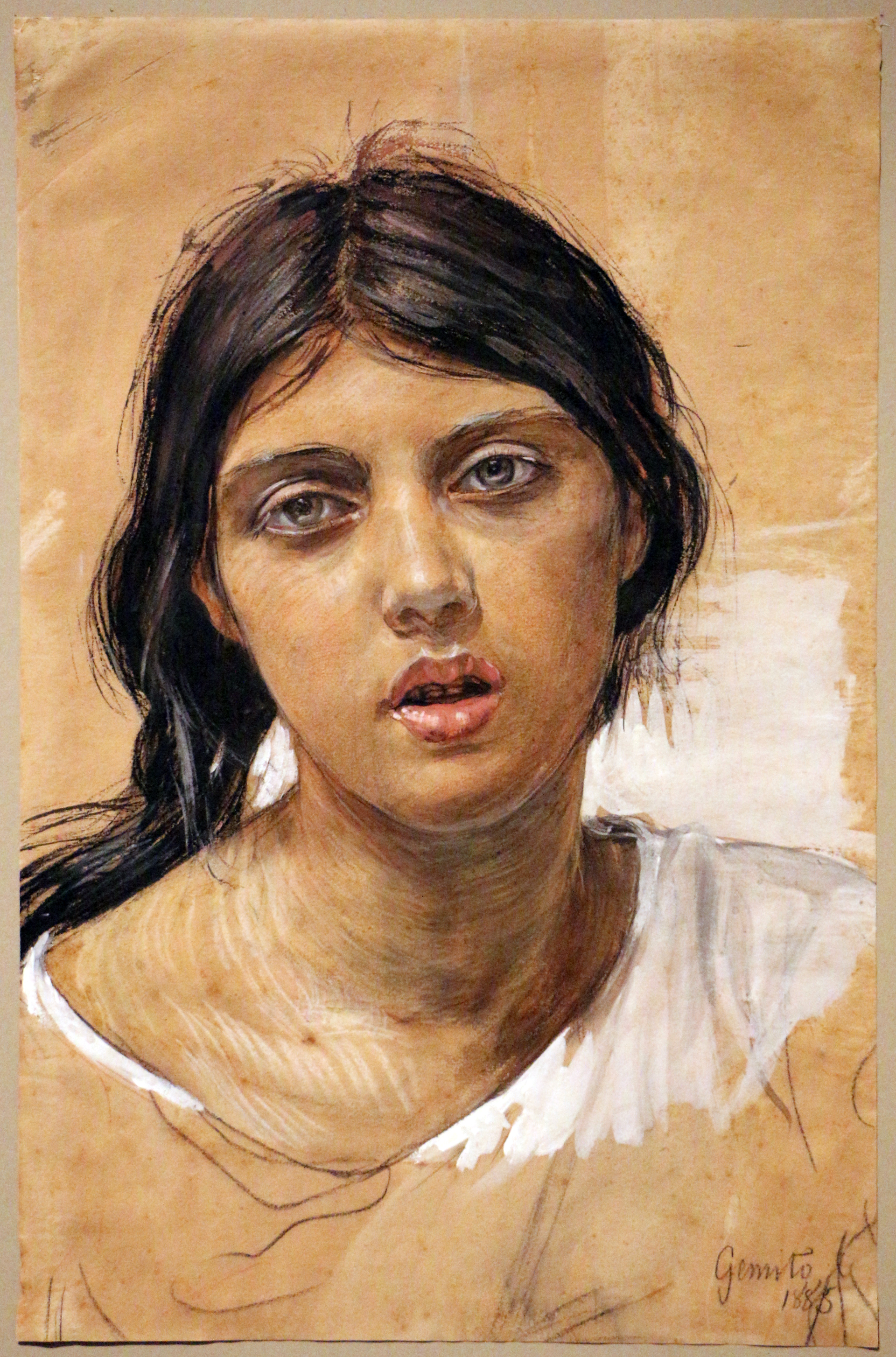
La Zingara

### Gli ultimi anni e la morte
Gemito guarì dalle allucinazioni solo nel 1909 all'età di cinquantasette anni, quando - morte la madre e la moglie - emerse dal suo «crepuscolo tragico» (come lo definì Di Giacomo) per consegnare il Pescatorello a Margherita da Elena d'Orléans, duchessa d'Aosta; quest'ultima lo persuaderà a partecipare alla VIII Biennale di Venezia con diversi disegni sulla realtà vernacola napoletana, che lo resero poi universalmente celebre. In questo periodo ritrasse principalmente figure femminili, quali zingare o popolane, in disegni che ormai non erano più semplici bozzetti preparatori, ma veri e propri punti d'arrivo: degna di menzione anche la fitta produzione di autoritratti, dove Gemito ci appare con una barba fluente e l'aspetto da profeta michelangiolesco, e le diverse sculture, delle quali si segnalano Sorgente e Giovinezza di Nettuno (1910), Medusa (1911), e varie opere ascrivibili al quadriennio 1914-18 (Inverno, Tempo, Vasaio, Fanciulla greca, Sibilla Cumana, Sirena), dove Gemito si presenta convertito al nuovo gusto simbolista.
Furono questi anni assai intensi: scolpì la Madonnina del Grappa, stese un disegno per una Fede, da collocare nel monumento funebre di Pio X (scomparso nel 1914) e infine fu espositore, nel 1913 e nel 1915, alla XI Esposizione di belle arti di Monaco e all'Esposizione universale di San Francisco. Visitò assiduamente Roma, dove ritrasse numerose ciociare e ritrovò l'amico Mancini, dal quale si era separato trent'anni prima, a causa di un aspro litigio; espose pure alcune opere a una mostra organizzata dalla rivista La Fiamma, incentrata proprio sulla produzione plastica gemitiana. In questi anni fu spinto dal desiderio di ottenere un'abitazione e una fucina presso Castel Sant'Angelo, costruzione indissolubilmente legata al nome dell'invidiato Benvenuto Cellini; sebbene si confrontasse con diversi parlamentari del tempo (arrivando pure a chiedere un'udienza al Re), Gemito non ottenne mai il sospirato alloggio a causa di varie lungaggini burocratiche che dilazionarono la vicenda. Ormai rassegnato a non ottenere il castello, l'artista fece quindi ritorno a Napoli, per non fare più ritorno nell'Urbe.
Dopo un ultimo, inappagante, viaggio a Parigi (1924) Gemito vide le proprie energie creative lentamente esaurirsi: la sua fama, tuttavia, era ancora viva, tanto che lo Stato Italiano (su volontà di Benito Mussolini) gli assegnò un premio di centomila lire, e mostre antologiche sulla sua produzione si tennero nella galleria di Lino Pesaro a Milano (1927) e nel Maschio Angioino di Napoli (1928).
Uno degli ultimi ammiratori, patrono e collezionista di Gemito fu Edgardo Pinto (morto nel 1933) che nel 1919 venne nominato Direttore della sede di Napoli della Banca Italiana di Sconto, che continuò la sua attività come Banca Nazionale di Credito.
Il Pinto rimase a Napoli, come Direttore della Filiale fino al 1923, quando fu nominato Consigliere della Banca Nazionale di Credito e si trasferì a Milano. Tra il 1919 ed il 1923 (ma forse anche dopo) fu mecenate di Vincenzo Gemito negli ultimi anni di vita di quest'ultimo ed ebbe molte sue importanti opere originali. Esiste una vecchia foto sbiadita del suo studio che mostra la sua collezione di bronzi e di disegni di Gemito, tra i quali un busto di Verdi, una testina dell'acquaiolo, un Busto di Fanciulla napoletana ed altre opere non identificabili, tra le quali una grande testa baffuta inclinata a sinistra.
Diverse opere furono acquistate dal Pinto, per la Sede del Banco a Napoli (in particolare uno splendido grande Sole d'oro e d'argento), ove sono forse ancora esibite nell'ingresso.
Vincenzo Gemito, infine, morì a Napoli il 1º marzo 1929. Il suo funerale ci viene narrato da Alberto Savinio, che ne esaltò il versante ellenico:

## Stile

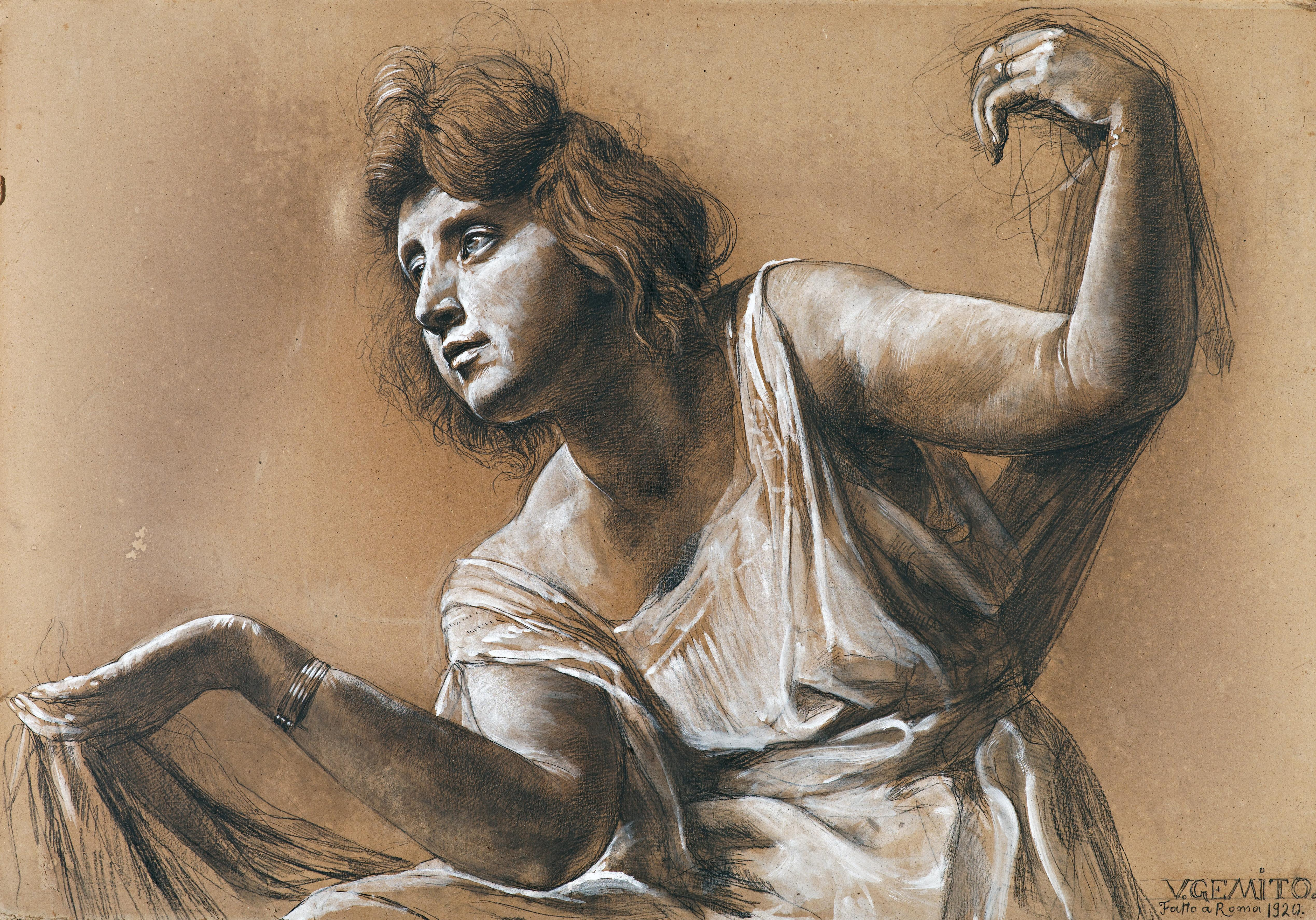
Ritratto della Marchesa Giulia Albani (1920)

La produzione di Gemito, frutto della sua formazione da autodidatta, si impone con accenti di schietto realismo, con uno stile che trascese dalle mode del momento. L'artista, infatti, si distinse in quanto autore di una scultura «palpitante», impreziosita da libere variazioni di piani e da vivide vibrazioni luminose.
I soggetti prediletti della produzione plastica e grafica di Gemito - che si sostanzia di numerose copie - furono, sin dagli esordi, gli scugnizzi; nelle sue opere, i monelli di strada napoletani sono caratterizzati da un'accentuata freschezza fisica, da un calore sensuale e sentimentale, e sono animati talvolta da un'energia sul punto di prorompere, talvolta da una profonda malinconia. I fanciulli del popolo di Gemito risentono inoltre dell'influenza esercitata dal modello ellenistico, con il quale l'artista lavorò assiduamente a confronto diretto nel museo Archeologico; con questi vagheggiamenti classici gli scugnizzi acquisiscono un carattere indefinito e atemporale, senza tuttavia ripetere meccanicamente e fiaccamente schemi già esauriti nell'antichità.
Per i disegni, che eseguì numerosi soprattutto agli scorci del Novecento, Gemito scelse come costante iconografica le popolane, le cosiddette zingare, ritraendole con una gestualità e vivacità quasi «pittorica» da sole, insieme a bambini, impegnate nelle diverse attività quotidiane (Maria la zingara, Nutrice, Carmela sono alcuni esempi di questa fase artistica gemitiana); eseguì anche diversi disegni familiari e autoritratti (notevole l'Autoritratto con Matilde Duffaud). In questi anni, insomma, Gemito confermò la propria conversione alla grafica, dove ebbe modo di abbandonarsi al proprio estro creativo, non essendo più condizionato dal vincolo progettuale; nei disegni padroneggiò sia la forma che la luce, resa con le tecniche più disparate, quali la matita, la penna, il pastello, e l'acquerello.

## Fortuna critica
La ricezione che la produzione artistica gemitiana ha avuto in Italia e nel resto del mondo ha subito fasi alterne di apprezzamento e di oblio da parte dei critici e del pubblico. Al successo mondano ottenuto ai Salons di Parigi nel 1876-77 seguì infatti il terribile tracollo psicologico che colpì l'artista nel 1887, per via del quale si alienò nella sua abitazione al Vomero; quando riprese a partecipare alla vita artistica italiana, nel 1909, Gemito era ormai considerato un uomo folle e perturbato.
Ma se da un lato sembrava essere travagliato da un'irreversibile crisi, dall'altro Gemito era venerato come un vecchio patriarca: nel 1905 Salvatore di Giacomo ne scrisse una corposa biografia, e il suo nome lo ritroviamo anche nelle commedie di Raffaele Viviani. L'Acquaiolo, inoltre, è stato un imprescindibile riferimento iconografico per Giulio Aristide Sartorio per il suo film muto Il mistero di Galatea, realizzato nel 1918 mentre l'artista si allontanava da Roma; la pellicola, che non fece che confermare l'influenza culturale della produzione gemitiana, impiega la scultura come chiave risolutiva del mistero di Galatea, depositaria dei segreti della bellezza e delle arti. Cospicua è stata anche la mole di articoli, scritti, recensioni su riviste, e quotidiani del tempo che hanno contribuito ad alimentare la fama dell'artista.

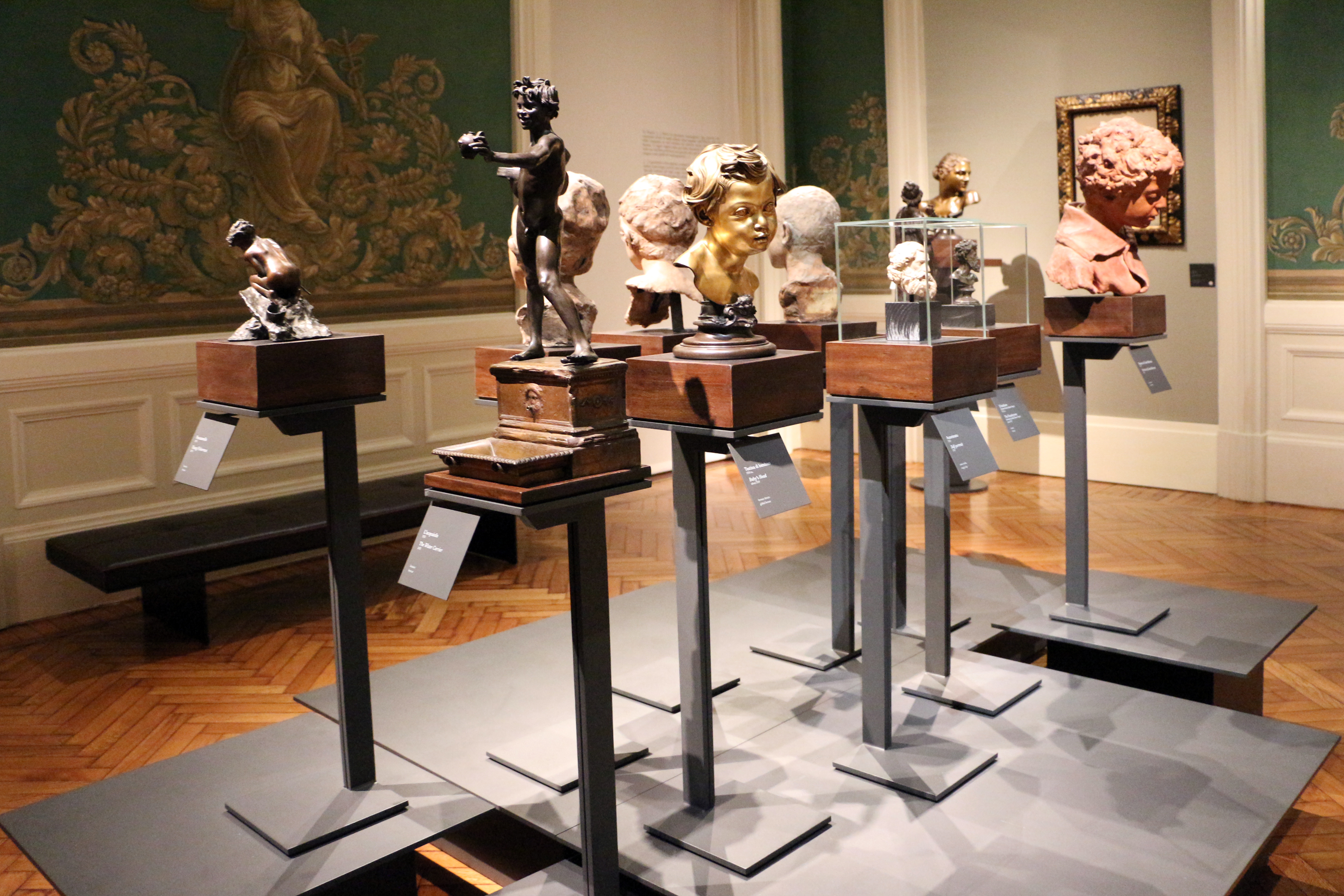
Sculture di Vincenzo Gemito in esposizione al palazzo Zevallos, a Napoli

Gemito fu particolarmente apprezzato da Giorgio de Chirico, che riconobbe la modernità della sua prassi artistica:
L'arte gemitiana fu altamente lodata anche da Giacomo Manzù, che nel 1979 ribadì:
Ciò malgrado, manca tuttora un'ampia revisione critica dell'arte di Gemito, che risulta essere poco compresa e poco valorizzata. Sono rare le mostre monografiche dedicate all'artista, se si eccettuano quella del 1953 al Palazzo Reale di Napoli, quella del 1989 tenutasi a Spoleto, e quella del 2009 nella napoletana villa Pignatelli. I motivi di questa mancata ricognizione dell'arte gemitiana sono ascrivibili alla fragilità delle sue opere in terracotta, che pertanto risultano essere difficili da trasportare, e al cospicuo numero di multipli delle sue sculture originali, che rendono difficoltosa una corretta disamina della sua produzione.
Una retrospettiva gli è stata dedicata a Parigi, al Petit Palais, dal titolo "Vincenzo Gemito (1852-1929). Le sculpteur de l’âme napolitaine" dal 15 ottobre 2019 al 20 gennaio 2020.